# Dendronephthya electa
Dendronephthya electa is een zachte koraalsoort uit de familie Nephtheidae. De koraalsoort komt uit het geslacht Dendronephthya. Dendronephthya electa werd in 1962 voor het eerst wetenschappelijk beschreven door Tixier-Durivault & Prevor. 